# Мурамвья (провинция)
Мурамвья (рунди Muramvya) — одна из 18 провинций Бурунди. Находится в центральной части страны. Площадь — 696 км², население 292 589 человек.
Административный центр — город Мурамвья.
10 декабря 1998 года 6 коммун перешли в состав новообразованной провинции Мваро.

## География
На севере граничит с провинцией Каянза, на востоке — с провинцией Гитега, на юге — с провинцией Мваро, на западе — с провинцией Бужумбура-Рураль, на северо-западе — с провинцией Бубанза.

## Административное деление
Мурамвья делится на 5 коммун:
- Bukeye
- Kiganda
- Mbuye
- Muramvya
- Rutegama